# Ретик
Ре́тик — село в Україні, у Кролевецькій міській громаді Конотопського району Сумської області. Населення становить 38 осіб. До 2020 орган місцевого самоврядування — Бистрицька сільська рада.

## Назва
Село названо на честь річки Ретик.

## Символіка
На гербі села зображений герб родини Кочубеїв на тлі страусиних пер, оскільки село було їх родинним гніздечком.

## Географія
Село Ретик знаходиться на лівому березі річки Ретик, яка через 1 км впадає в річку Реть, вище за течією на відстані 4 км розташоване село Дубовичі. Село оточене великим лісовим масивом — урочища Болтунівщина (дуб) та Тимошенкове (сосна). Поруч проходить автомобільна дорога М02E101.

### Чорноусівщина
Так називається ділянка лісу між с. Бистрик і хутором Ретик по лівому березі р. Реть. Назва пов’язана з подіями початку XVIII ст. Хутір Ретик належав генеральному писарю війська Запорізького Василю Кочубею. В його домі (Кочубей в той час із сім'єю жив на хуторі) часто бував гетьман Іван Мазепа, адже він був хрещеним батьком їхньої єдиної доньки Марії. Красивий голос, гра на бандурі, чудова освіта зблизили гетьмана та Марію. Бував в домі Кочубеїв і козак Кролевецької сотні Петро Чорноус, який мешкав неподалік від маєтку писаря. Жінка Кочубея завжди була рада молодому козаку, від досвідченого материнського ока не залишились непоміченими часті відвідини їхнього маєтку Чорноусом. Козак вже давно кохав їхню дочку Марію. Це помітили батьки Марії і ставились до Петра, як до свого майбутнього зятя.
Коли генеральний суддя (з 1699 року) Лівобережної України Василь Кочубей ненароком дізнався про листування гетьмана Мазепи із шведським королем Карлом ХІІ, він вирішив сповістити про це Петра І. Весною 1707 року Із хутора Ретик вирушив гонець з таємним листом-доносом до царя Петра І. Цим гінцем був Петро Чорноус. Не повірив російський цар листу Кочубея, лист він передав гетьману Мазепі, а Чорноуса кинули до в'язниці. Подальша доля Петра Чорноуса невідома, хоча відомо, що його випустили із в'язниці вже в 1709 році (після Полтавської битви, коли Петро І зрозумів правдивість листа Кочубея). Однак на старе місце проживання він не повернувся.

## Історія
Історія хутора Ретик тісно пов’язана з представниками родини Кочубеїв. Декілька представників цієї родини були власниками даного населеного пункту. Його історія починається від Василя Леонтійовича Кочубея, адже саме він 18 лютого 1689 року купив х.Ретик. Після страти В.Кочубея в 1708 році його дружина Любов Федорівна Кочубей з молодшим сином Федором поселяється в хуторі. Любов Федорівна побудувала тут церкву Успіння Пресвятої Богородиці. Померла Любов Кочубей близько 1726 р. і була похована, за переказами, в даному хуторі. Наступні представники роду Кочубеїв опікувались хутором Ретик, збудували тут паперову фабрику. 
У Ретику 1842 р. заснована одна з найбільших на Лівобережній Україні паперова фабрика. З Англії було завезено необхідне устаткування, встановлена парова машина потужністю 30 кінських сил, виготовлена механіком-самоучкою Варфоломеевим у м. Клинці, Брянської губернії. На фабриці виробляли різний папір від голландського до обгорткового.
12 червня 2020 року, відповідно до розпорядження Кабінету Міністрів України № 723-р «Про визначення адміністративних центрів та затвердження територій територіальних громад Сумської області», село увійшло до складу Кролевецької міської громади.
19 липня 2020 року, в результаті адміністративно-територіальної реформи та ліквідації Кролевецького району, увійшло до складу новоутвореного Конотопського району.

## Природоохоронні території
Ретивський — гідрологічний заказник місцевого значення площею 109 га знаходиться біля села Ретик і займає частину заплави річки Ретик (права притока річки Реть).

## Цікаві факти
Біля села розташоване військове містечко-привид, яке не було позначено на картах Радянського Союзу і де базувалися ракети з ядерними боєголовками. На сьогоднішні від нього зашилися тільки уламки колишніх казарм, ангарів. Білі пера на блакитному тлі на гербі села можуть також розглядатися як сліди від ракет у небі.